# Список умерших в 1841 году
В этой статье представлен список известных людей, умерших в 1841 году.
- См. также: Категория:Умершие в 1841 году

## Январь
- 9 января — Джон Бортвик Гилкрист (81) — шотландский хирург, лингвист, филолог, индолог.
- 13 января — Августин (Сахаров) (72) —  епископ Оренбургский и Уфимский, писатель.
- 14 января — Амалия Гогенцоллерн-Зигмаринген (25) — супруга Эдуарда Саксен-Альтенбургского.
- 20 января — Ермолай Фёдорович Керн — русский военачальник, генерал-лейтенант, участник войн против Наполеона, первый супруг Анны Керн, Йёрген Йёргенсен (60) — датский авантюрист Эпохи революции.
- 21 января — Бернар Огюстен Кардено (74) — французский военный деятель, бригадный генерал (1807 год), барон (1812 год), участник революционных и наполеоновских войн.
- 25 января — Иван Александрович Нарышкин (79) — обер-камергер, обер-церемониймейстер, действительный тайный советник, сенатор из младшей ветви рода Нарышкиных.
- 28 января — Татьяна Васильевна Голицына (58) — жена московского генерал-губернатора Д. В. Голицына, благотворительница, статс-дама (1826).

## Февраль
- 5 февраля — Пер Адольф Гранберг (70) — шведский писатель, поэт, публицист, переводчик, историк.
- 9 февраля — Кристиан Пётр Айгнер — польский архитектор эпохи классицизма.
- 10 февраля — Йозеф Алоис Глейх (68) — австрийский писатель, драматург и поэт.
- 12 февраля — Эстли Купер (72) — английский врач, хирург.
- 14 февраля — Фердинандо Карулли (71) — итальянский классический гитарист, композитор и педагог, автор первого в истории полного пособия для обучения игре на этом инструменте.
- 19 февраля — Августа Прусская (60) — принцесса Пруссии, в браке — курфюрстина Гессена, Амалия Нассау-Вейльбургская (64) — принцесса Нассау-Вейльбургская, супруга князя Ангальт-Бернбург-Шаумбург-Хоймского Виктора II, после его смерти — барона Фридриха фон Штайн-Либенштайн цу Бархфельда, Диого Алвес — португальский серийный убийца.

## Март
- 1 марта — Клод Виктор-Перрен (76) — маршал Франции (Маршал Империи, 1807), герцог Беллюно (1808).
- 11 марта — Джованни Антонио Антолини (87) — итальянский архитектор, градостроитель, инженер, эссеист, преподаватель Академии Брера и член Академии изящных искусств.
- 15 марта — Франц Иванович Деливрон (75) — русский моряк, участник русско-шведской войны.
- 29 марта — Яков Фёдорович Ганскау (54) — русский государственный деятель, тайный советник, губернатор в Архангельске, Костроме, Курске и Херсоне.
- 30 марта — Мариана Коскулль (56) — шведская дворянка и фрейлина, известная как любовница королей Швеции Карла XIII и Карла XIV Юхана.
- 31 марта — Эдуард Гурк (40) — австрийский художник, ведущий представитель бидермейера.

## Апрель
- 4 апреля — Вильгельм Иванович Карлгоф (41) —  беллетрист, стихотворец, переводчик, Егор Андреевич Гамильтон — российский вице-адмирал британского происхождения, Уильям Генри Гаррисон (68) — американский военачальник, политик и девятый президент Соединённых Штатов (4 марта—4 апреля 1841); находился в должности самое непродолжительное время из всех президентов США: простудившись во время инаугурационной речи, умер от правостороннего воспаления лёгких через месяц после инаугурации.
- 7 апреля — Карл Карлович Гебгардт (62) — генерал-майор, член Военно-учёного комитета.
- 15 апреля — Яков Михайлович Гиновский — русский чиновник, составитель «Оглавления законам греко-российской церкви».
- 20 апреля — Томас Гордон — шотландский филэллин и историк, полковник британской и генерал-майор греческой армий.
- 21 апреля — Александр Шишков (87) — русский филолог, государственный и общественный деятель, министр народного просвещения (15 мая 1824 — 23 апреля 1828), адмирал.
- 25 апреля — Антонио Доменико Гамберини (80) — итальянский кардинал, доктор обоих прав. Секретарь Священной Конгрегации Собора и Священной Конгрегации резиденции епископов с 10 марта 1823 по 19 декабря 1825.
- 28 апреля — Иоганн Христиан Вильгельм Аугусти (68) — протестантский богослов.

## Май
- 3 мая — Бартоломео Гамба (74) — итальянский библиограф и писатель, Роман Васильевич Кроун (87) — полный адмирал русского флота шотландского происхождения.
- 13 мая — Бернардо Гутьеррес де Лара (66) — мексиканский революционер и государственный деятель периода борьбы за независимость.
- 23 мая — Франц Ксавер фон Баадер (76) — немецкий врач и философ.
- 31 мая — Джордж Грин — английский математик, внёсший значительный вклад во многие разделы математической физики.

## Июнь
- 1 июня — Николя Аппер (91) — французский кондитер, изобретатель консервов.
- 16 июня — Егор Осипович Гугель — российский педагог, основоположник российской системы дошкольного воспитания.
- 23 июня — Этьенн Гарнье-Пажес (39) — французский оратор и политический деятель, с 1831 года депутат, демократ, противник монархии Луи-Филиппа.
- 27 июня — Егор Васильевич Врангель (57) — профессор российского права, действительный статский советник.

## Июль
- 5 июля — Андрей Иванович Абакумов (68) — генерал-провиантмейстер (1816), чиновник 3-го класса (1824), сенатор (1826), генерал-интендант действующей армии (1831)
- 6 июля — Луи Викторен Кассань (67) — французский военный деятель, дивизионный генерал (1813 год), барон (1809 год), участник революционных и наполеоновских войн.
- 21 июля — Айзек Албемарл Коулз (61) — американский политик и плантатор из Виргинии, который занимал должности секретаря президента и был членом Палаты делегатов Виргинии.
- 27 июля — Михаил Юрьевич Лермонтов (26) — русский поэт, прозаик, драматург, художник.

## Август
- 14 августа — Иоганн Фридрих Гербарт (65) — немецкий философ, психолог, педагог, один из основателей научной педагогики.
- 15 августа — Элизабет Гульд (37) — английская художница-иллюстратор и жена зоолога Джона Гульда.
- 16 августа — Александр Григорьевич Краснокутский — генерал-майор, участник Отечественной войны 1812 года и заграничных походов 1813-1814 годов, автор путевых очерков.
- 24 августа — Герц Гомберг — еврейский писатель, видный деятель движения Хаскала, представитель Эпохи Просвещения в Австрийской империи.

## Сентябрь
- 8 сентября — Николай Сергеевич Арцыбашев (67) — русский историк, поэт и прозаик.
- 15 сентября — Франц Эдуард Хизель (71) — австрийский дирижёр и композитор.
- 16 сентября — Александр Павлович Алединский (66) — генерал-лейтенант русской императорской армии, один из воспитателей великих князей Николая и Михаила Павловичей.
- 17 сентября — Иосиф Емельянович Абрамов — капитан 1-го ранга (1826) российского флота.
- 26 сентября — Гун Цзычжэнь (49) — китайский философ-неоконфуцианец, видный представитель Чанчжоуской школы, поэт и писатель.
- 27 сентября — Генрих LXIII (55) — князь из дома Рейсс.

## Октябрь
- 3 октября — Марко Мануэль Авельянеда (28) — политический и государственный деятель Аргентины.
- 9 октября — Хуан Гало де Лавалье (43) — аргентинский военный, государственный и политический деятель, внесший немалый вклад в становление аргентинской государственности. Генерал, губернатор провинции Мендоса (1824) и провинции Буэнос-Айрес (1828—1829).
- 17 октября — Амалия Зефирина Сальм-Кирбургская (81) — супруга Антона Алоиса Гогенцоллерн-Зигмарингена.

## Ноябрь
- 1 ноября — Василий Петрович Андросов (38) — русский статистик, педагог, редактор и издатель Российской империи.
- 5 ноября — Мартен Мишель Шарль Годен (85) — французский государственный деятель.
- 10 ноября — Вацлав Ганский (59) — шляхтич из рода Ганских герба Корчак, маршалок шляхты волынской, владелец усадьбы Верховня.
- 13 ноября — Каролина Баденская (65) — принцесса Баденская, курфюрстина Баварская, впоследствии первая королева Баварии, супруга короля Максимилиана I.
- 14 ноября — Джон Керр (47) — британский дворянин и политик-тори.
- 18 ноября — Августин Гамарра (56) —  перуанский военный, государственный и политический деятель, Великий маршал Перу (1828). Дважды президент Перу.
- 21 ноября — Джордж Арнальд — британский художник-пейзажист и маринист, Николя Клеман-Дезорм (62) — французский физик и химик.
- 29 ноября — Авель (Васильев) (84) — легендарный монах-предсказатель, предсказавший, как считается, целый ряд исторических событий второй половины XVIII и последующих веков.

## Декабрь
- 7 декабря — Даниил Никитич Кашин — русский композитор и музыкальный педагог из крепостных, издатель музыкального «Журнала отечественной музыки».
- 18 декабря — Пётр Андреевич Аракчеев (61) — комендант Киево-Печерской крепости. Флигель-адъютант (1808—1816), генерал-майор (1816).
- 27 декабря — Анджей Бенедикт Клонгевич (74) — епископ виленский в 1839―1841 годах, профессор Виленского университета.

## Дата неизвестна или требует уточнения
- Александр Васильевич Алексеев — московский городской голова; купец первой гильдии, потомственный почётный гражданин.
- Александр Васильевич Вышеславцев — русский военачальник, генерал-майор.
- Анри де Каррион-Низас —  французский политик и писатель; маркиз.
- Андрей Симбирский — православный христианский святой, блаженный, Христа ради юродивый.
- Андриан Карпович Денисов — русский военачальник, генерал-лейтенант (1813), войсковой атаман Войска Донского (1818). Участник походов А. В. Суворова и Наполеоновских войн.
- Гурий Асафович Крылов — русский живописец, последователь Алексея Венецианова, портретист и мастер исторической картины; академик Императорской Академии художеств.
- Ефим Михеевич Артамонов — изобретатель первого русского велосипеда-самоката (велосипеда Артамонова).
- Иоганн Даниэль Герстенберг — учредитель и владелец одной из первых музыкально-издательских фирм в городе Санкт-Петербурге.
- Николай Васильевич Гудович — русский военачальник из малороссийского дворянского рода Гудовичей, генерал-лейтенант (1800).
- Павел Исаакович Ганнибал — подполковник Изюмского гусарского полка, участник Отечественной войны 1812 года и заграничных походов русской армии 1813—1814 годов. Двоюродный дядя Александра Пушкина.
- Сергей Николаевич Абрютин — российский морской офицер, капитан 2-го ранга.
- Фёдор Фёдорович Кюнель — живописец, рисовальщик, миниатюрист, портретист.
- Хосе Хиль де Кастро — перуанский и чилийский художник-портретист.